# Junior Favacho
Amiraldo da Silva Favacho Júnior, mais conhecida como Júnior Favacho (Macapá, 10 de julho de 1979), é um empresário e político brasileiro, filiada ao MDB. Foi eleito o deputado estadual do Amapá nas eleições de 2010, com 11.329 votos. Entre 2012 e 2013 foi presidente interino da Assembleia Legislativa do Amapá, devido ao afastamento do presidente Moisés Souza.

## Biografia
Amiraldo da Silva Favacho Júnior é filho dos ex-deputados estaduais Amiraldo e Francisca Favacho, atuais conselheiros do Tribunal de Contas do Estado do Amapá e irmão do deputado federal Acácio Favacho. É formado em Administração pela UEAP.
Iniciou sua carreira política em 2010, ao ser eleito deputado estadual pela primeira vez. À época, ele era filiado ao PMDB. .Em 2014 foi candidato à reeleição pelo mesmo PMDB, desta feita na chapa do Governador Waldez Góes (PDT) e sagrou-se vitorioso para um segundo mandato de deputado estadual com 7.817 votos, uma queda de 3,4% dos votos em relação a 2010. Nas eleições de 2018 foi reeleito deputado estadual pelo DEM, com 5.585 votos. sendo eleito novamente em 2022.

## Controvérsias

### Desvio de Dinheiro
Favacho foi denunciado em 2018, juntamente com o ex-deputado Charles Marques, por supostos desvios de mais de 8 milhões de reais da Assembleia Legislativa, ocorridos entre 2013 e 2015, enquanto Favacho e Marques eram, respectivamente, presidente e primeiro secretário da Alap. De acordo com as investigações do MP, que solicitou a quebra do sigilo bancário dos suspeitos e da Alap, no período de 28 de novembro de 2012 a 28 de agosto de 2014 foi constatada a emissão de 124 cheques, muitos deles assinados pelos dois parlamentares e repassados a uma empresa de construção civil sem que houvesse licitação.
O MP também constatou que não houve serviço prestado pela empresa e que não existe nenhum processo formal que justifique o repasse do dinheiro. Além dos parlamentares, foram denunciados outras seis pessoas entre ex-gestores da Assembleia e empresários  pelos crimes de peculato, lavagem de dinheiro, associação criminosa e dispensa ilegal de licitação. 